# 1246
Високе Середньовіччя •  Золота доба ісламу •  Реконкіста •  Хрестові походи •  Монгольська імперія

## Геополітична ситуація
На території колишньої Візантійської імперії існує кілька держав, зокрема Латинська імперія, Нікейська імперія та Трапезундська імперія. Фрідріх II Гогенштауфен є імператором Священної Римської імперії (до 1250). У Франції править Людовик IX (до 1270).
Апеннінський півострів розділений: північ належить Священній Римській імперії, середню частину займає Папська область, більша частина півдня належить Сицилійському королівству. Деякі міста півночі: Венеція, Піза, Генуя тощо, мають статус міст-республік, частина з яких об'єднана Ломбардською лігою.
Південь Піренейського півострова в руках у маврів. Північну частину півострова займають християнські Кастилія, Леон (Астурія, Галісія), Наварра, Арагонське королівство (Арагон, Барселона) та Португалія. Генріх III є королем Англії (до 1272), а королем Данії — Ерік IV (до 1250).
Ярослав Всеволодович, який мав Золотої Орди ярлик на княжіння на Русі, загинув, питання з правлінням невизначене. Новгородська республіка фактично відокремилася. У Польщі період роздробленості. На чолі королівства Угорщина стоїть Бела IV (до 1270). У Кракові княжить Болеслав V Сором'язливий (до 1279).
В Єгипті, Сирії та Палестині править династія Аюбідів, невеликі території на Близькому Сході утримують хрестоносці. У Магрибі розпадається держава Альмохадів. Сельджуки окупували Малу Азію. Монгольська імперія поділена між спадкоємцями Чингісхана. Північний Китай підкорений монголами, на півдні править династія Сун. Делійський султанат є наймогутнішою державою Північної Індії, а на півдні Індії домінує Чола. В Японії триває період Камакура.
Цивілізація мая переживає посткласичний період. Почала зароджуватися цивілізація ацтеків.

## Події
- 9 червня італійський мандрівник монах-францисканець Джованні да Плано Карпіні повернувся до Києва після року подорожі по Монгольській імперії. Він став першим європейцем, що побував у столиці монголів місті Каракорум.
- У Каракорумі помер князь Ярослав Всеволодович, який мав від монголів ярлик на княжіння у всій Русі. Його син Андрій Ярославич замістив його у Володимирі.
- Ординці вбили Михайла Чернігівського.
- У Німеччині на Рейні обрано нового короля, Генріха Распе, альтернативного Конраду IV, сину імператора Фрідріха II. У серпні Распе завдав поразки Конраду IV поблизу Франкфурта.
- Французький король Людовик IX придбав 36 кораблів для Сьомого хрестового походу.
- Карл I Анжуйський, брат французького короля Людовика IX, одружився з Беатріс Прованською і став графом Провансу.
- Зі смертю герцога Фрідріха II завершилася династія Бабенбергів в Австрії. За австрійський престол почалася боротьба між правителями Чехії, Угорщини та Баварії.
- Неповнолітній Михайло I Асень став царем Болгарії, успадкувавши державу від свого брата Коломана.
- Правителем Делійського султанату став Насир-уд-дін Махмуд.
- Верховним ханом монголів став Гуюк.